# Musée central des forces armées
Le musée central des forces armées (Центральный музей Вооруженных Сил) est l'un des musées d'histoire militaire les plus importants de la fédération de Russie. Il se trouve à Moscou dans un bâtiment inauguré le 8 mai 1965 à la veille du vingtième anniversaire de la Victoire. Le musée lui-même a été fondé en 1919 et dépend aujourd'hui du ministère de la Défense.
Les collections et le fonds du musée possèdent environ huit cent mille pièces qui concernent avant tout des objets de la guerre civile russe et de la Grande Guerre patriotique (Seconde Guerre mondiale), surtout des insignes et trophées, des documents, des œuvres d'art, des collections de photographies et, bien sûr, des armes et des décorations, mais aussi des objets personnels d'officiers et de soldats.
L'espace en plein air du musée présente aussi 150 véhicules et engins mécanisés, des pièces d'artillerie, des engins blindés, etc. qui concernent aussi bien l'infanterie que l'aviation ou la marine, du char d'assaut au bombardier.
En face de l'entrée, une statue rend hommage aux victimes du sous-marin Koursk.

## Adresse
- 2, rue de l'Armée soviétique (улица Советской Армий), 129110 Moscou
- Station de métro : Dostoïevskaïa

## Galerie d'images

### Armes

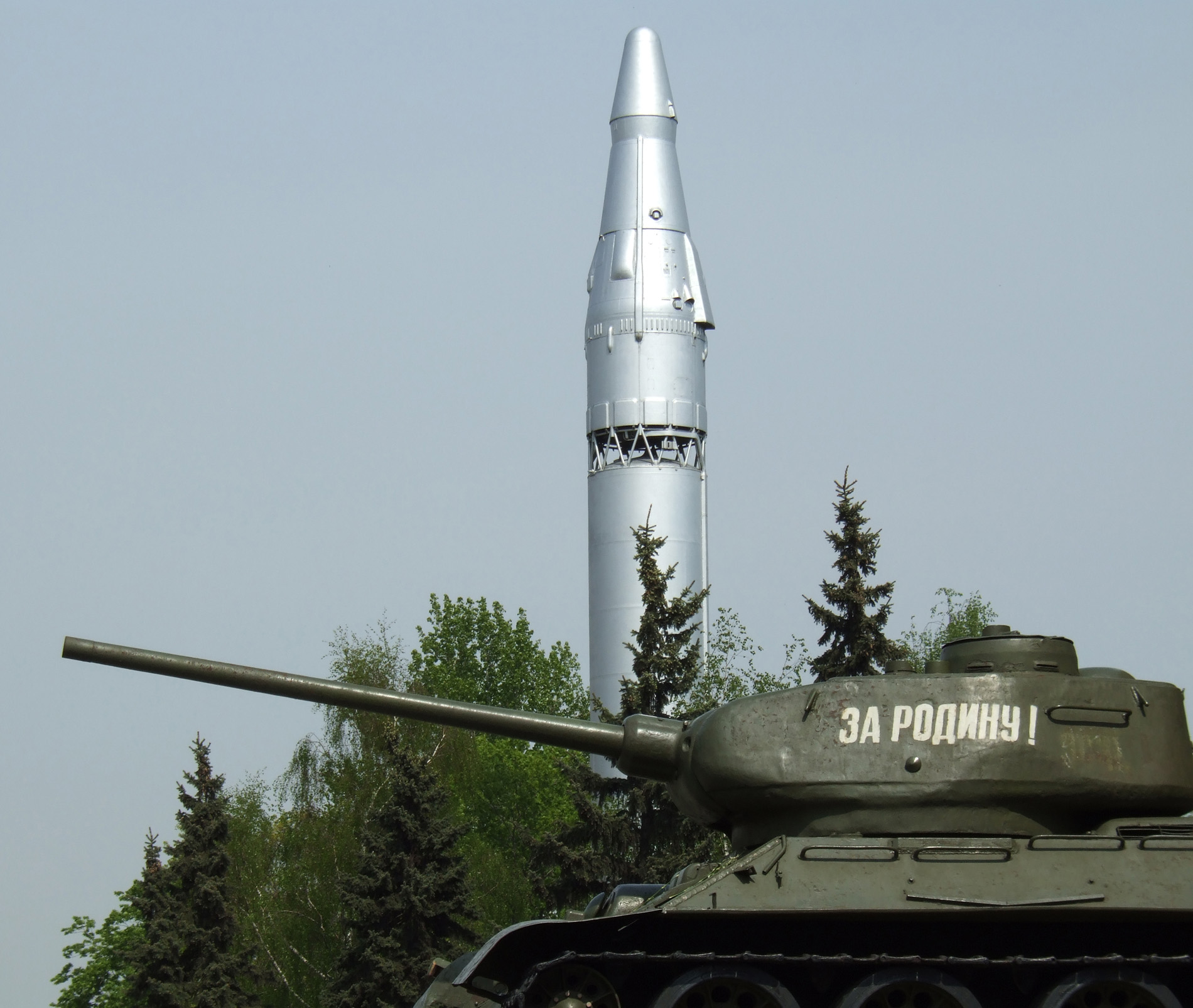
Missile balistique R-9 et char d'assaut T-34-85 de l'époque de la Seconde Guerre mondiale
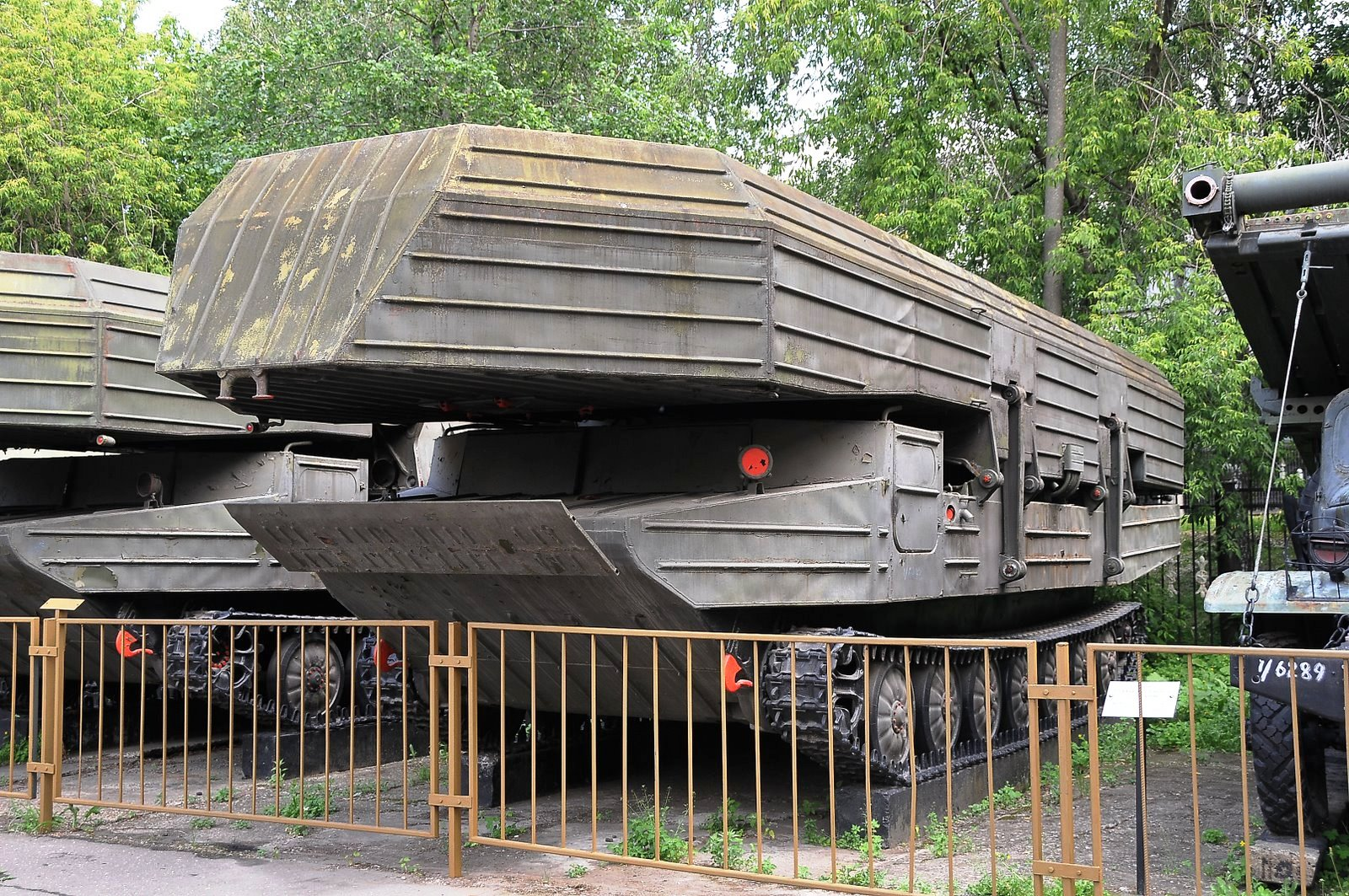
Char GSP 55
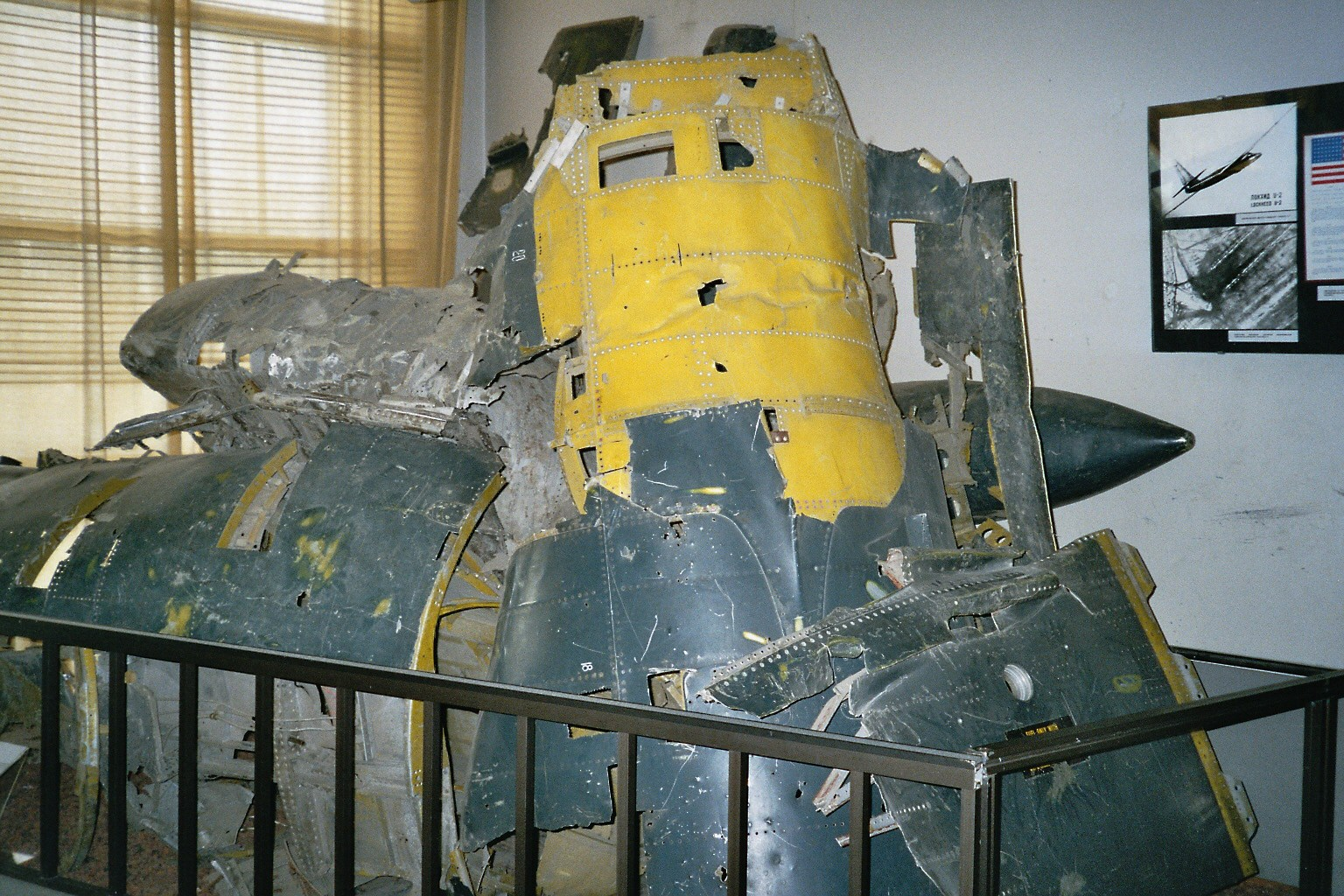
Restes de l'épave de l'U-2 piloté par Francis Gary Powers conservé au musée (voir Incident de l'U-2).
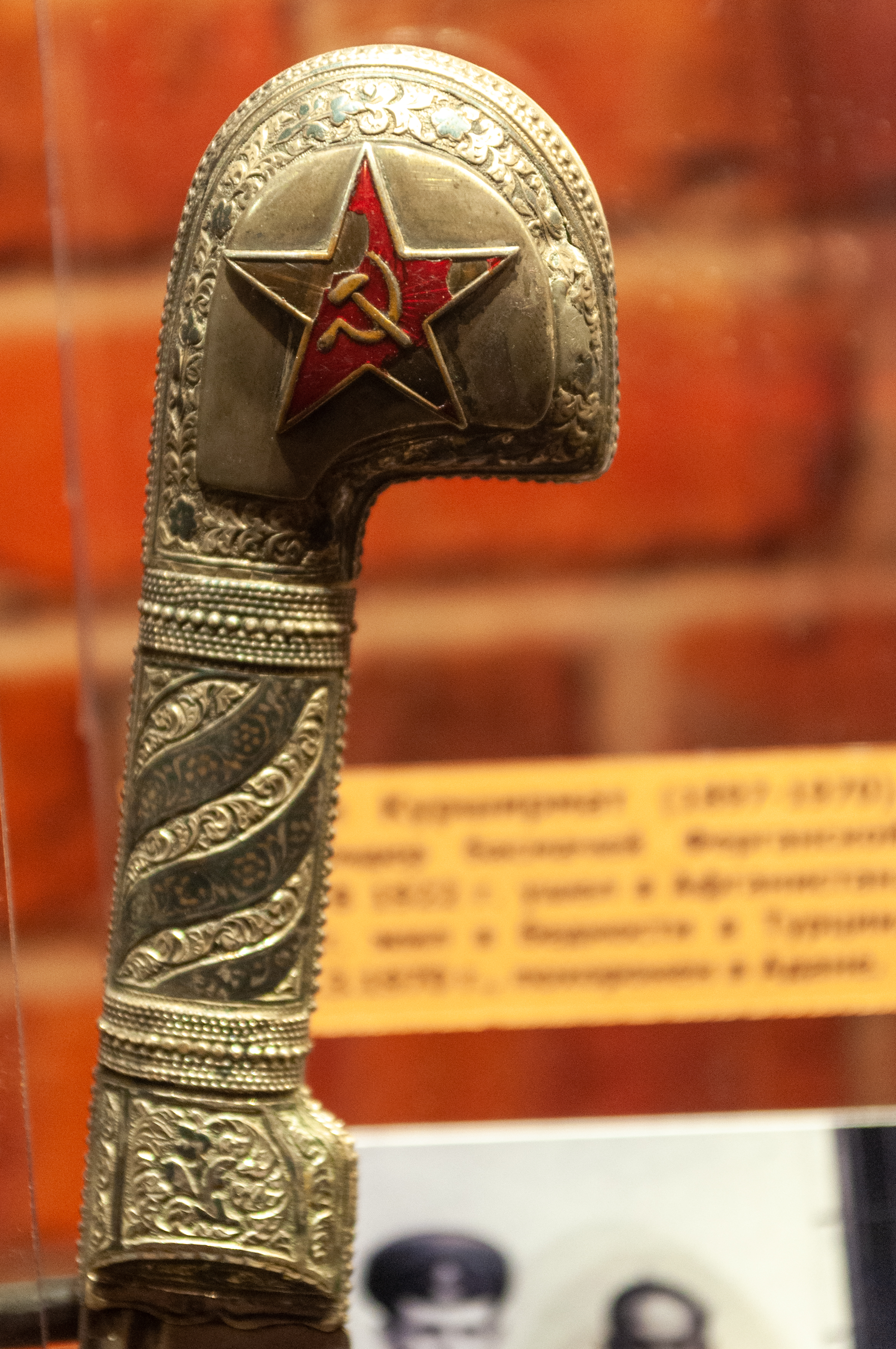
Poignée de couteau.
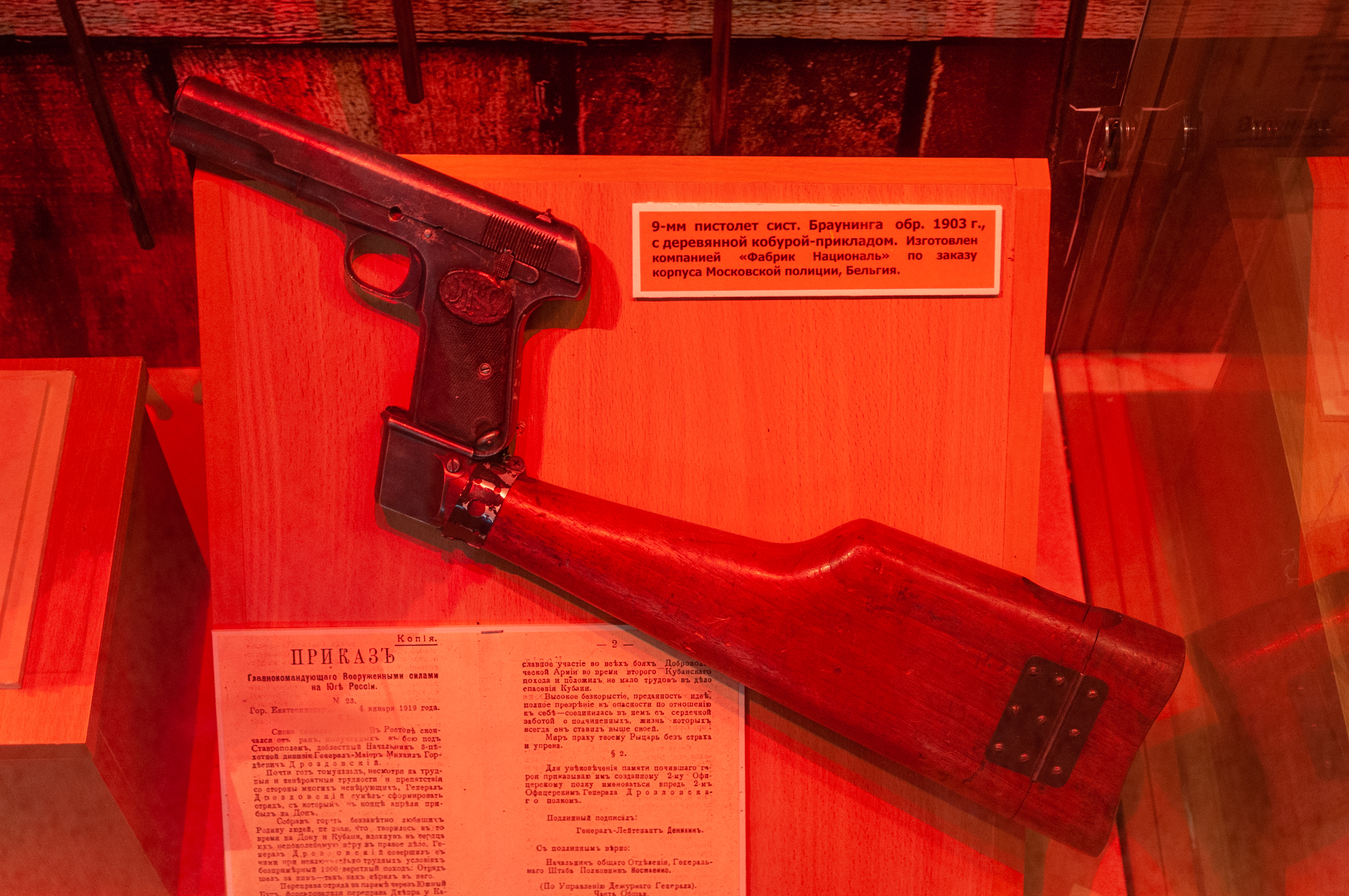
Browning-M1903.

### Collection de peintures

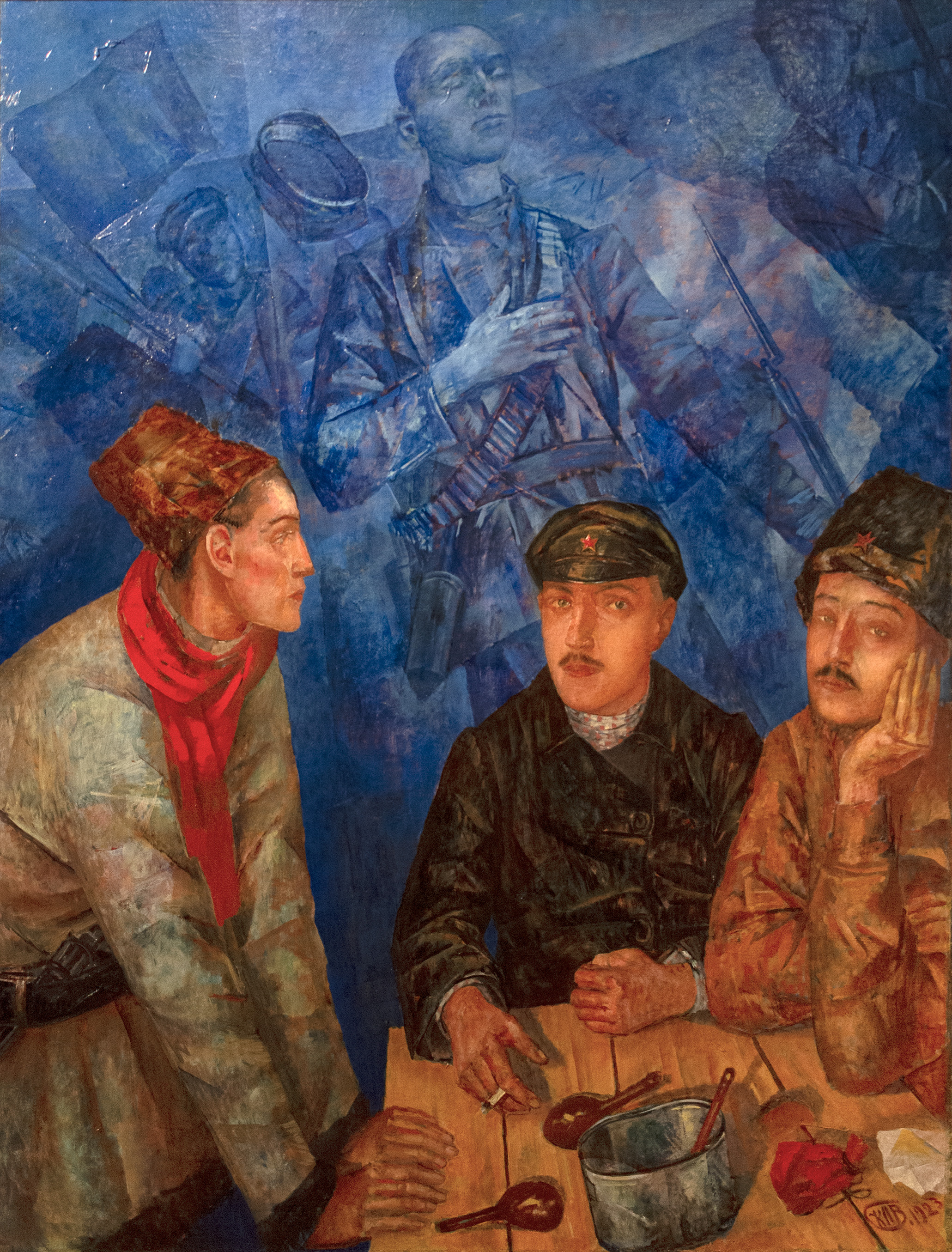
Après la bataille (Petrov-Vodkin, 1923) du groupe Les Quatre Arts.
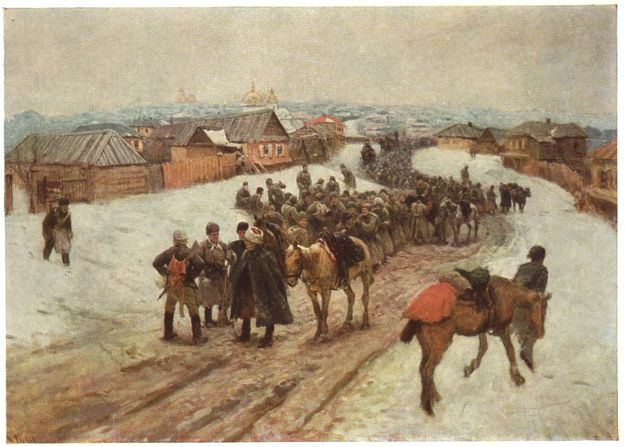
Entrée du régiment Volodarsky à Novotcherkassk par Mitrophane Grekov.
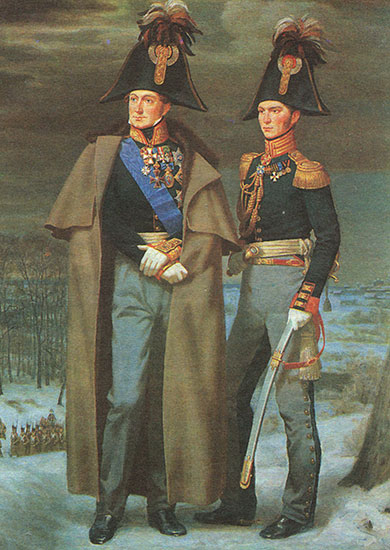
Fiodor Glinka et Mikhaïl Miloradovitch.
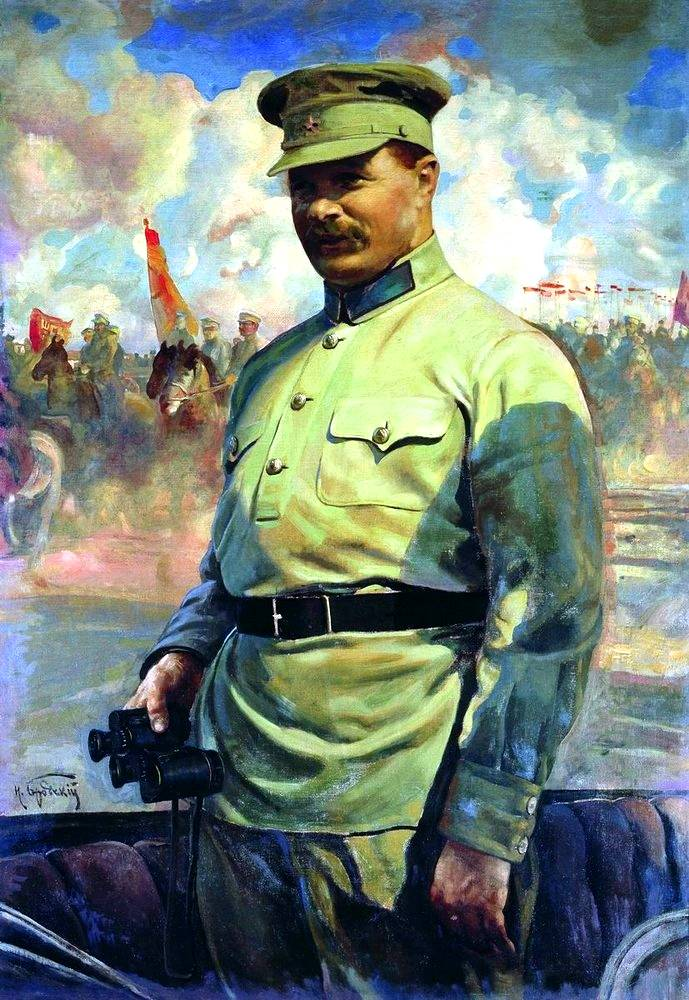
Mikhaïl Frounze par Isaak Brodsky.

### Collection de drapeaux

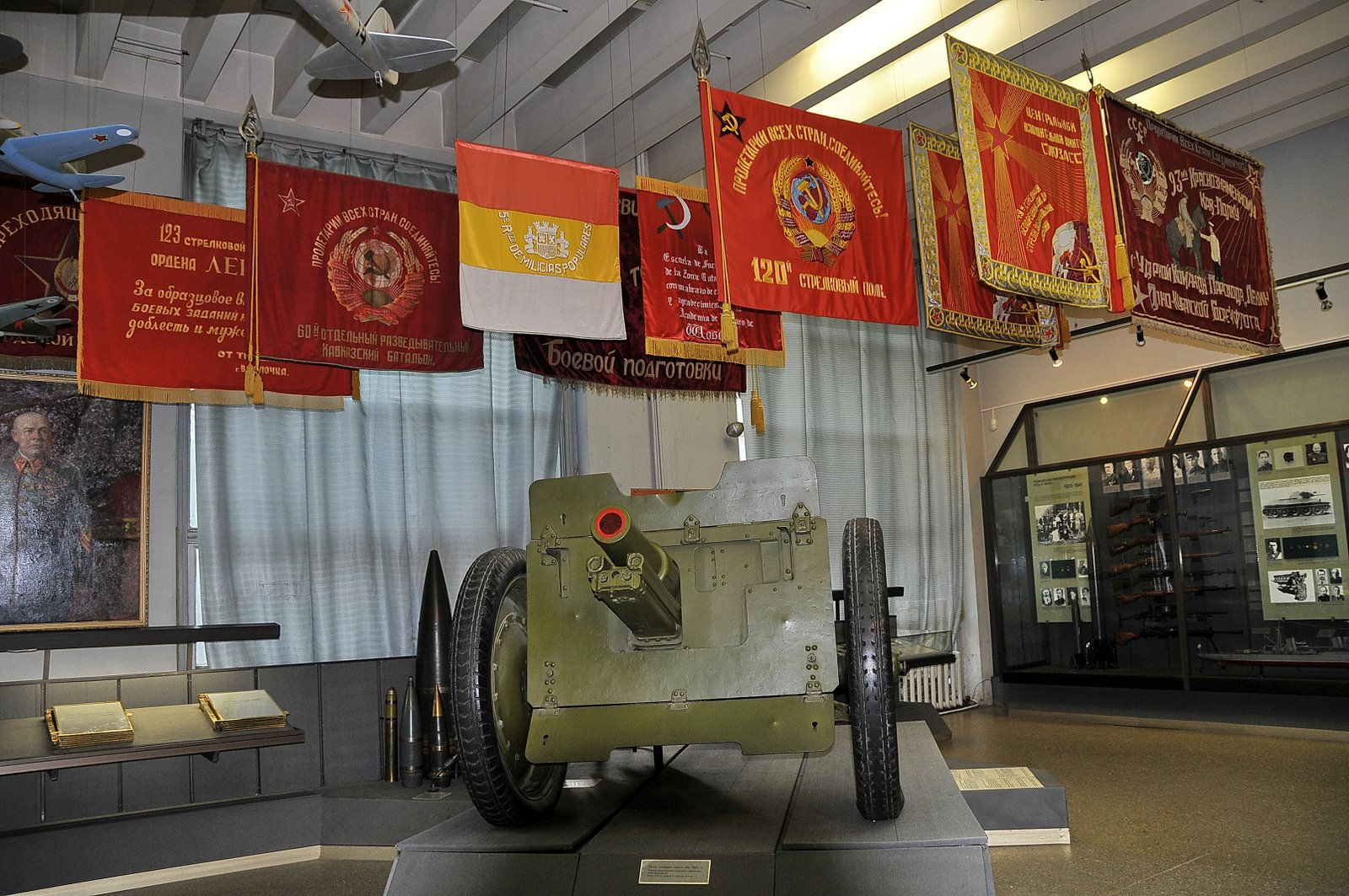
La salle,
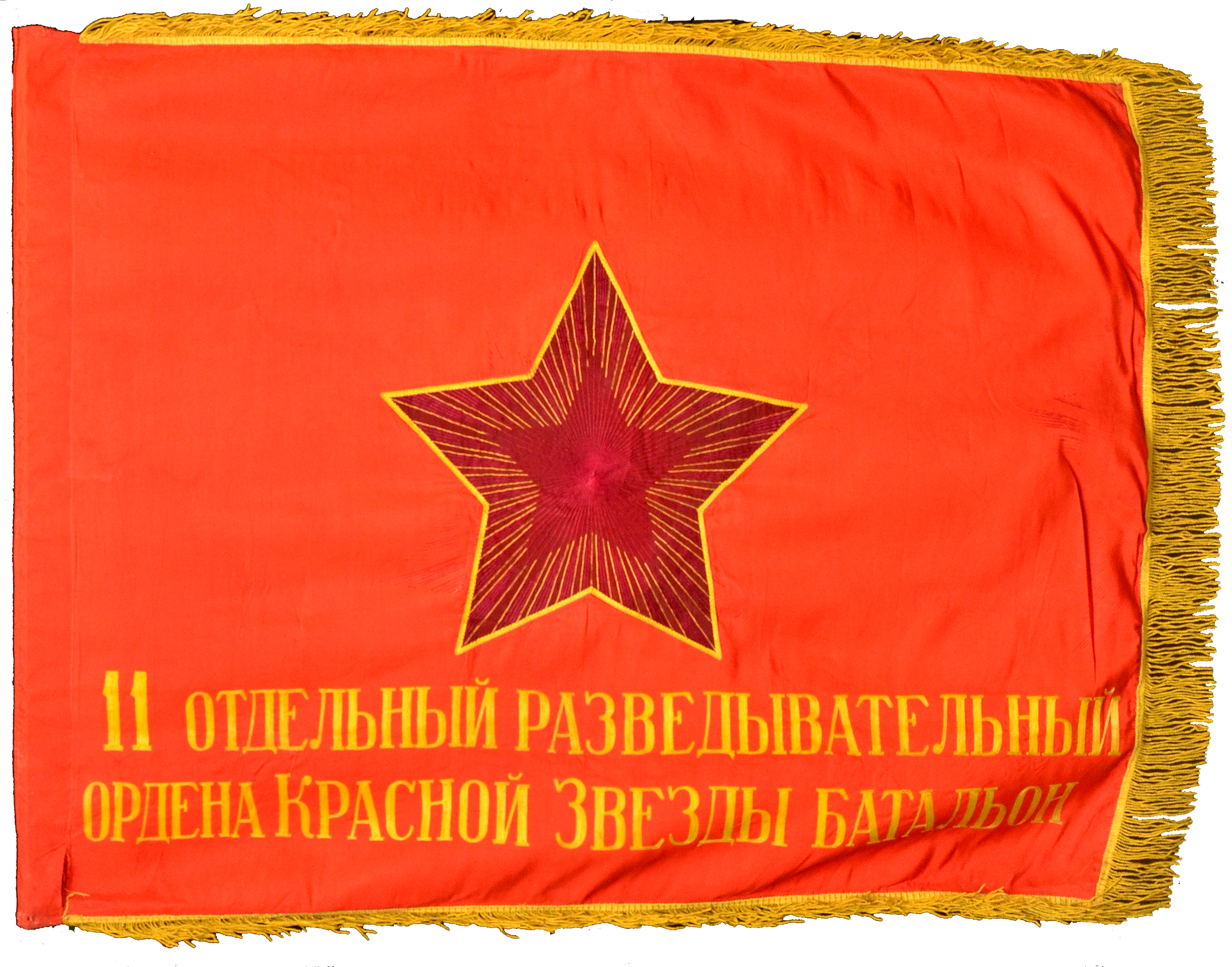
11e bataillon de reconnaissance,
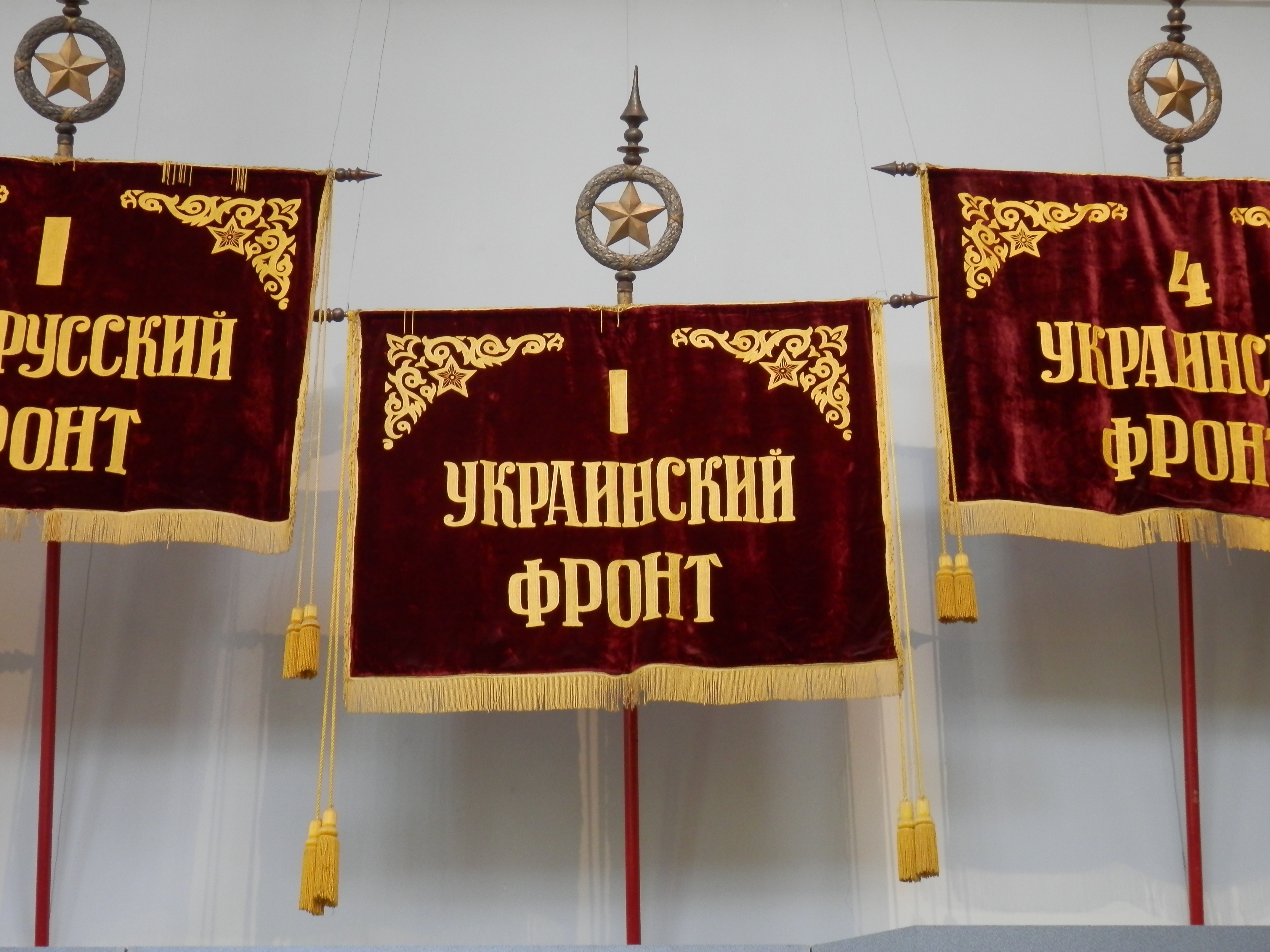
drapeaux de victoire, Front ukrainien.